# Мартін-де-Вів'є
Мартін-де-Вів'є (фр.  Martin-de-Viviès) або Ля-Рош-Годон (фр. La Roche Godon) — єдине постійне поселення у Французьких Південних і Антарктичних Територіях, розташоване на півночі острова Амстердам. Одночасно є адміністративним центром території.
Населення селища складає від 20 до 40 постійних жителів. Клімат— океанічний. Середня температура — 13 °C            

На базі

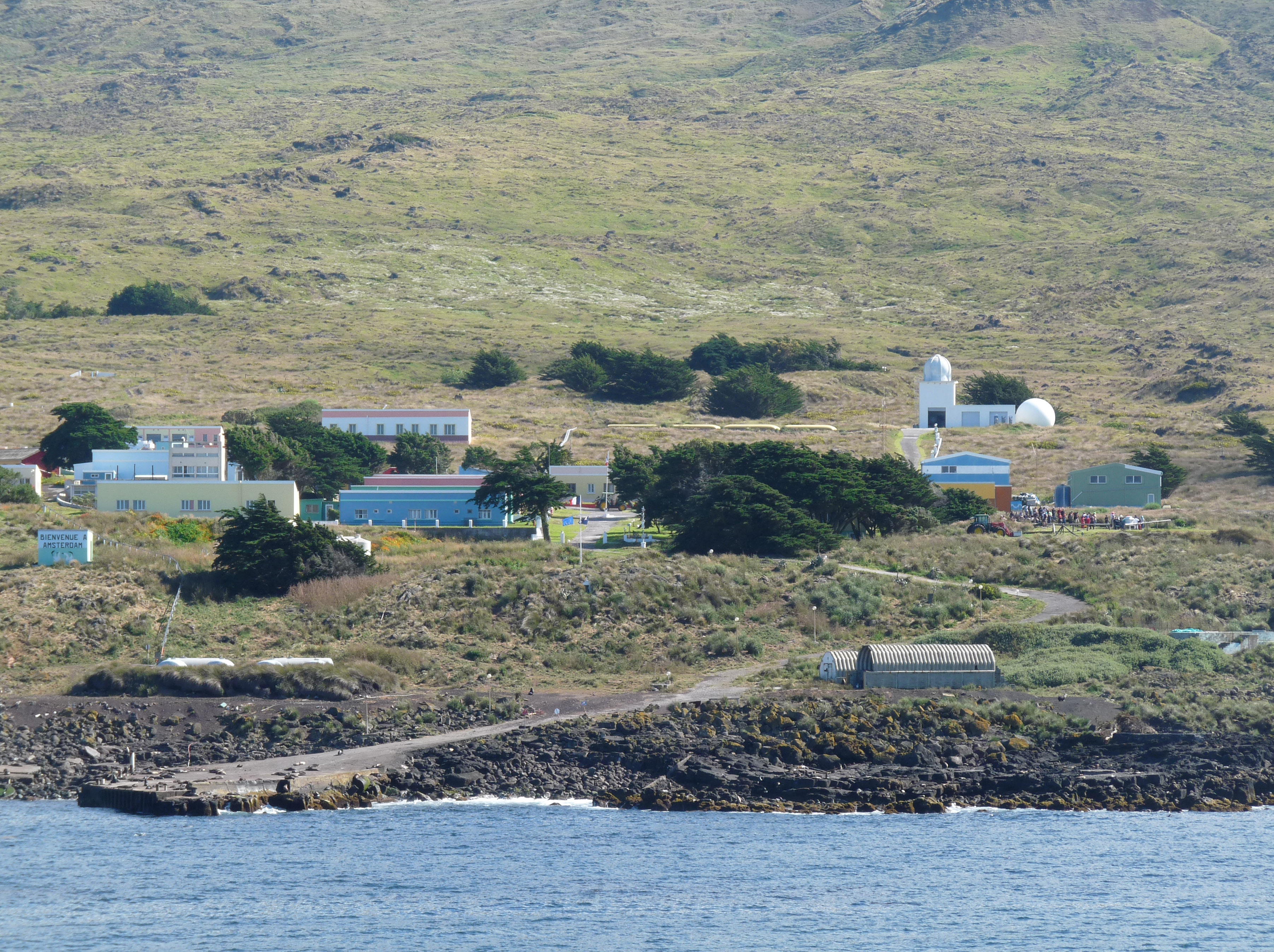
Вид на узбережжя Мартіна-де-Вів'є